# Kênh đào Saint-Martin

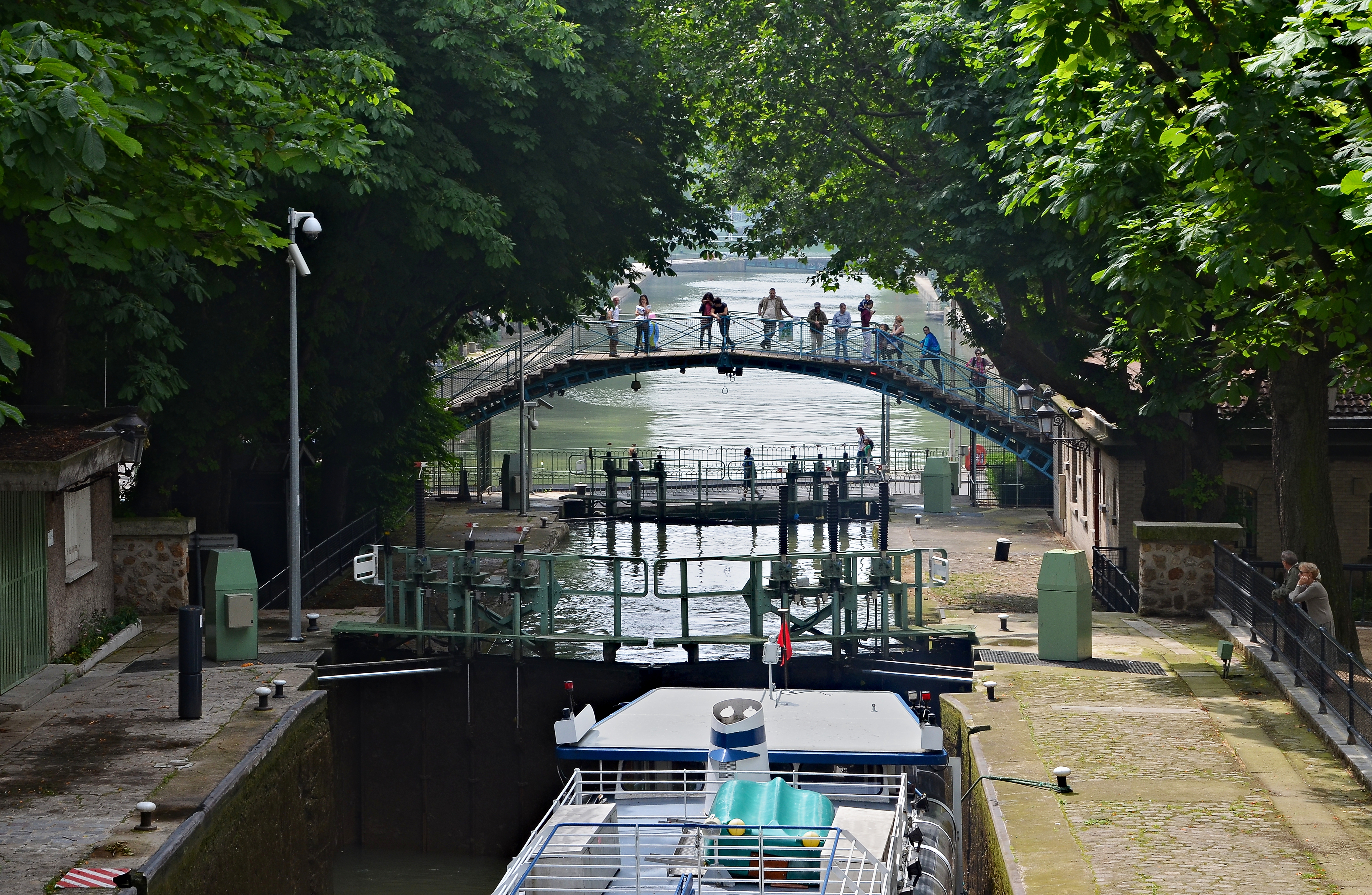
Âu thuyền Récollets trên kênh đào Saint-Martin.

Kênh đào Saint-Martin (Canal Saint-Martin)  là một kênh đào dài 4,5 km nằm ở hai quận 10 và 11 của Paris, Pháp. Con kênh này nối liền kênh đào Ourcq với sông Seine, trong đó đoạn giữa quảng trường Bastille và quảng trường République chảy ngầm dưới lòng đất. Kênh đào này được xây dựng năm 1802 theo lệnh của Hoàng đế Napoléon nhằm cung cấp nguồn nước sạch cho thành phố Paris, góp phần giảm bớt các bệnh dịch như lỵ và tả. Ngày nay kênh đào Saint-Martin được sử dụng nhiều cho các con tàu du lịch, phục vụ du khách tham quan thành phố. Hai bên bờ kênh là nơi đi dạo ưu thích của những người đi bộ và đi xe đạp.